# سان بيترو فيميناريو
سان بيترو فيميناريو (بالإيطالية: San Pietro Viminario)‏ هي بلدية في مقاطعة باذوة في منطقة فنيتة الإيطالية، وتقع على بعد 45 كيلومترًا (28 ميلًا) جنوب غرب مدينة البندقية وحوالي 20 كيلومترًا (12 ميلًا) جنوب باذوة.